# 青春ビンタ!
『青春ビンタ!』（せいしゅんビンタ）は、私屋カヲルによる日本の青年漫画作品。

## 登場人物

### 私立大波男子校
浜風敏太
主人公。幼馴染のアミを異性扱いしておらず、自身が抱えるトラウマにより極度の巨乳嫌い。包茎で、包皮はまるでゴムのようにしなやかに伸縮する。勃起時のちんこの硬度も人間離れしており、サメの歯すらへし折る。
山崎潮
風紀委員。通称「牛男」。
鉄研
本名不明。敏太の友人。
ゴリ
本名不明。敏太の友人。季節を問わず、学校でも私服でもランニングに短パン姿。

### 私立大波女子校
網浜アミ
敏太の幼なじみ。巨乳。大波男子のアイドル的存在。
内海桃香
敏太が想いを寄せる人物。貧乳。
瀬乃
アミと桃香の友人。風紀委員のメガネ女子。
海音寺ネネ
私立大波女子校の教師。担当は家庭科。

## 書籍情報
- 私屋カヲル『青春ビンタ!』少年画報社〈ヤングキングコミックス〉全6巻

1. 2001年06月1日発行 ISBN 4-7859-2081-5
2. 2002年04月1日発行 ISBN 4-7859-2164-1
3. 2003年01月1日発行 ISBN 4-7859-2251-6
4. 2003年08月1日発行 ISBN 4-7859-2322-9
5. 2004年06月1日発行 ISBN 4-7859-2416-0
6. 2004年11月1日発行 ISBN 4-7859-2471-3

- 私屋カヲル『青春ビンタ! DX版』少年画報社〈ヤングキングコミックスデラックス〉全4巻

1. 2007年09月21日発売 ISBN 978-4785928506
2. 2007年10月20日発売 ISBN 978-4785928681
3. 2007年11月21日発売 ISBN 978-4785928797
4. 2007年12月21日発売 ISBN 978-4785928933